# المستشار باي
باي، المعروف أيضًا باسم رعمسسو خع إم نترو (توفي عام 1192 قبل الميلاد)، كان مسؤولًا آسيويًا مهمًا في مصر القديمة، الذي برز إلى الصدارة وتولى مناصب رفيعة في عهد سيتي الثاني، وأصبح لاحقًا قوة مؤثرة في المراحل الأخيرة من الأسرة التاسعة عشرة. كان يُعتقد أنه ربما يُعرف بـ إرسو (أسماء بديلة: أرسو, إيارسو, يارسو) المذكور في بردية هاريس الكبرى، رغم عدم وجود أي مصدر معاصر يربط بين باي وإرسو وقد تم دحض الربط بينهما بسبب الفروق في سنوات وفاتهما.
تتجلى أهمية باي في حقيقة أنه مُنح الإذن، ربما من سيتي الثاني ولكن على الأرجح من سابتاح، لبناء قبره الخاص في وادي الملوك بمصر (مقبرة 13). تم بناء قبره بوضوح كجزء من ثلاثية من القبور، بما في ذلك قبر الفرعون سابتاح والملكة تاوسرت. كان هذا امتيازًا غير مسبوق، نادرًا ما يُمنح لعامة الناس، ناهيك عن الأجانب (رغم وجود استثناءات سابقة مثل يويا). من المحتمل أن باي مُنح هذا القبر لأنه كان قريبًا من والدة سيبتاح، وهي محظية كنعانية لسيتي الثاني، أو ربما حتى من أمون مسي. تم اغتصاب قبره لاحقًا تحت الأسرة العشرين بواسطة الأمراء أمنحرخبشف، ابن رمسيس الثالث، ومنتوحرخبشف، ابن رمسيس السادس.

## الأصول والمسيرة المهنية
يُطلق على باي لقب السوري (حورو = حوري أو مولود في حران). بينما تظل خلفيته الدقيقة غير معروفة باستثناء أصوله السورية، يُذكر باي لأول مرة ككاتب وخادم، وهو منصب مهم في مصر، خلال حكم سيتي الثاني. ومع ذلك، ربما دخل باي الإدارة المدنية المصرية في وقت سابق تحت حكم فرعون سابق – إما مرنبتاح، والد سيتي الثاني، أو رمسيس الثاني.
في الواقع، قد يكون أول منصب رسمي لباي كاهنًا في معبد في هليوبوليس، حيث تم العثور على تمثال صغير له. بحلول وقت وفاة سيتي الثاني، كان باي قد ارتقى إلى منصب المستشار ولعب دور "صانع الملوك". كانت مكانة باي في بلاط سيبتاح عظيمة لدرجة أنه في العديد من آثار الملك الشاب، يظهر "المستشار في مشاهد مع الفرعون على نفس الحجم مثل الأخير، وهي أول مرة يُصور فيها شخص عادي بهذه الطريقة." علاوة على ذلك، يدعي باي صراحةً، في عدة نقوش تشير إلى سيبتاح، أنه هو الذي أقام الملك "على عرش أبيه" دون تقديم تفاصيل إضافية عن كيفية حدوث ذلك. تم تضمين باي أيضًا في عبادة معبد جنازة سيبتاح في السنة الثالثة من حكم الأخير. خلال نفس الفترة، بدأ بناء قبر الملكة تاوسرت، مقبرة 14، وتم بناؤه كجزء من ثلاثي مع مقبرتي سيبتاح وباي. تعتبر قبور باي وتاوسرت (المرحلة الثانية من البناء) نسخًا أصغر من القبر الملكي.
توجد صور لباي تُظهره واقفًا خلف عرش الفرعون سيبتاح، وهو وضع غير معتاد لشخص عادي، وأيضًا مقابل تاوسرت على عتبة باب معبد عمدا حيث يواجه الملكة. تثبت الألواح التي اكتشفها المنقبون في رأس شمرا أن أوغاريت كانت تتواصل مع باي المصري (RS 86.2230)، الذي وصف نفسه بأنه "رئيس حراس الملك العظيم، ملك مصر".
مثل سيبتاح وتاوسرت، أُزيل اسم باي لاحقًا من القبر، على الأرجح بواسطة الفراعنة الجدد من الأسرة العشرين، الذين لم يعترفوا بشرعيته، ولا بشرعية أي من ملوك الأسرة التاسعة عشرة المتأخرين الذين حكموا بعد سيتي الثاني، بما في ذلك سيبتاح وأمون مسي. إذا كان التقليد صحيحًا، فقد تمتع باي بسمعة شريرة: قيل إنه أغوى تاوسرت، التي منحته بعد ذلك السيطرة الكاملة على خزينة مصر. حتى أن البعض يتكهن بأنه خلال هذه الفترة كان باي وتاوسرت عشاقًا؛ على الرغم من أنه يُفترض أيضًا أنه بالنسبة لرجل قوي أن يكون متورطًا مع امرأة شابة ضعيفة، قد لا تكون العلاقة consensual. لكن هذا التكهن غير مرجح، حيث توفي باي في السنة الخامسة من حكم سيبتاح، قبل عامين على الأقل من تولي تاوسرت العرش.

## المصير
بينما كان يُفترض سابقًا أن باي خدم تحت حكم تاوسرت وربما حاول حتى اغتصاب العرش عند وفاتها، يكشف أوستراكون جديد اكتشفه بيير جراند في BIFAO 100 بعنوان "إعدام المستشار باي O. IFAO 1864," (BIFAO 100 [2000]: ص. 339-345)، خلاف ذلك. وفقًا للمعلومات الواردة في أوستراكا IFAO 1864، والتي تتكون من قطعتين من الفخار المنقوش التي تم جمعها في فبراير 2000، أُعدم باي في أو قبل السنة الخامسة، شهر الشمو الثالث، اليوم 27 من حكم سيبتاح، بأمر من الملك. الوجه الأمامي للأوستراكون هو في الأساس إعلان عام لعمال دير المدينة ويقرأ كالتالي:
السنة الخامسة، الشهر الثالث من فصل الصيف، اليوم 27. في هذا اليوم، جاء كاتب الجبانة باسر معلنًا "الفرعون ليته يحيا سالما معافى، قتل العدو العظيم باي. (سما پر عا عنخ وچا سنب خرو عا باي)
على الرغم من أن الملك غير مذكور، فإن تأريخ الأوستراكون في عهد سيبتاح مؤكد ويتفق جيدًا مع آخر ظهور علني لباي في السنة الرابعة من حكم هذا الملك. لا يُعرف ما هو الحدث أو المؤامرة التي أدت إلى سقوط باي المفاجئ. ومع ذلك، يبدو أن المستفيد الرئيسي من وفاته هو تاوسرت، التي تولت العرش دون معارضة بعد عام من وفاة سيبتاح. كان الغرض من الإعلان العام هو إبلاغ عمال دير المدينة بالتخلي عن جميع الأعمال المتعلقة بإكمال قبر باي. وبالتالي، لم يُدفن باي بالطريقة الكريمة التي كان يسعى إليها وبدلًا من ذلك لقي مصير الخائن. بعد سقوطه، تم اغتصاب قبره لاحقًا في الأسرة العشرين لأمير منتوحرخبشف، ابن رمسيس التاسع. 

## الببليوغرافيا
- كلايتون، بيتر أ. تسلسل الفراعنة (سجل حكم حكام وأسر مصر القديمة) ((ردمك 0-500-05074-0))
- جريمال، نيكولا. تاريخ مصر القديمة. بلاكويل بوكس، 1992، ص. 270-271.
- بيير جراند، "إعدام المستشار باي O. IFAO 1864 PDF"، BIFAO 100 (2000)، ص. 339-345.
- ألتنمُلر، هارتفيغ، "التقرير الثاني عن أعمال معهد علم الآثار بجامعة هامبورغ في قبر باي (KV 13) بوادي الملوك بطيبة"، SAK 19 (1992)، 15-36.
- تيدليسي، جويس. ملكات مصر بالكامل (الجامعة الأمريكية بالقاهرة)